# Molières 1998
La 12e Nuit des Molières a eu lieu le 6 avril 1998 au théâtre des Champs-Élysées et fut présidée par Dario Fo.

## Molière du comédien
- Michel Bouquet dans Les Côtelettes
  - Patrick Chesnais dans Skylight
  - Jean-Claude Dreyfus dans Hygiène de l'assassin
  - Patrick Préjean dans Cyrano de Bergerac
  - Philippe Torreton dans Les Fourberies de Scapin

## Molière de la comédienne
- Dominique Blanc dans Une maison de poupée
  - Ludmila Mikaël dans Deux sur la balançoire
  - Béatrice Agenin dans Qui a peur de Virginia Woolf ?
  - Geneviève Fontanel dans Adam et Eve
  - Zabou Breitman dans Skylight

## Molière du comédien dans un second rôle
- Maurice Barrier dans Douze hommes en colère
  - Philippe Laudenbach dans Le Bonnet de fou
  - Bernard Freyd dans Douze hommes en colère
  - Marcel Cuvelier dans Bel-Ami
  - Samuel Labarthe dans Oncle Vania

## Molière de la comédienne dans un second rôle
- Geneviève Casile dans Bel-Ami
  - Isabelle Candelier dans André le Magnifique
  - Valérie Mairesse dans La Surprise de l'amour
  - Michèle Garcia dans Espèces menacées
  - Nathalie Cerda dans Hygiène de l'assassin

## Molière de la révélation théâtrale
- Isabelle Candelier dans André le Magnifique
  - Garance Clavel dans Après la répétition
  - Océane Mozas dans Les Reines
  - Lysiane Meis dans Une table pour six
  - Élisabeth Vitali dans Horace

- Nicolas Vaude dans Château en Suède et Michel Vuillermoz dans André le Magnifique
  - Marc Fayet dans Popcorn
  - Marc Hollogne dans Marciel monte à Paris
  - Pierre-Olivier Mornas dans Popcorn

## Molière de l'auteur
- Isabelle Candelier, Loïc Houdré, Patrick Ligardes, Denis Podalydès, Michel Vuillermoz pour André le Magnifique
  - Amélie Nothomb pour Hygiène de l'assassin
  - Bertrand Blier pour Les Côtelettes
  - Jean-Claude Grumberg pour Adam et Eve
  - Alain Cauchi pour Les Lavandiers

## Molière de l'adaptateur
- Attica Guedj, Stéphan Meldegg pour Pop-corn de Ben Elton
  - Louis-Charles Sirjacq pour Skylight
  - Jean-Marie Besset pour Arcadia
  - Michel Blanc, Gérard Jugnot pour Espèces menacées

## Molière du metteur en scène
- Jean-Louis Benoît pour Les Fourberies de Scapin
  - Marion Bierry pour L'Ecornifleur
  - Stéphan Meldegg pour Popcorn
  - Patrice Kerbrat pour Oncle Vania
  - Benno Besson pour Le Roi Cerf

## Molière du créateur de costumes
- Jean-Marc Stehlé pour Le Roi Cerf
  - Pascale Bordet pour Château en Suède
  - Michel Dussarrat pour Cyrano de Bergerac
  - Mine Barral-Vergez pour Horace

## Molière du décorateur scénographe
- Jean-Marc Stehlé pour Le Roi Cerf
  - Claude Lemaire pour Popcorn
  - Nicolas Sire pour Horace
  - Charlie Mangel pour Douze hommes en colère

## Molière du meilleur spectacle comique
- André le Magnifique au théâtre Tristan-Bernard
  - Pop-corn' au Théâtre La Bruyère 
  - Robin des bois d'à peu près Alexandre Dumas au théâtre de la Gaîté-Montparnasse
  - Espèces Menacées au Théâtre de la Michodière
  - Les Lavandiers aux Théâtre Essaïon, théâtre du Splendid Saint-Martin

## Molière de la meilleure pièce de création
- André le Magnifique au théâtre Tristan-Bernard
  - Les Côtelettes au Théâtre de la Porte-Saint-Martin
  - Skylight au théâtre de la Gaîté-Montparnasse
  - Pop-corn au Théâtre La Bruyère
  - Marciel monte à Paris au Ciné Théâtre 13, Théâtre Rive Gauche

## Molière de la meilleure pièce du répertoire
- Les Fourberies de Scapin, de Molière, à La Comédie-Française
  - Le Roi Cerf au Centre national de création d'Orléans
  - Horace au théâtre de l'Œuvre
  - Douze Hommes en colère aux théâtre Marigny, théâtre de la Renaissance
  - Le Bonnet de fou au Théâtre de l'Atelier

## Molière du spectacle musical
- Le Quatuor, Il pleut des cordes au théâtre du Palais-Royal
  - La Vie parisienne à La Comédie-Française
  - Le Salon d'été aux Centre national de création d'Orléans, Théâtre des Bouffes-Parisiens

## Meilleur «one man show» ou spectacle de sketches
- Howard Buten pour Buffo au Théâtre Le Ranelagh
  - Alex Métayer pour Famille je vous haime au Casino de Paris
  - Hop ! Era au Théâtre Déjazet

## Molière d'honneur
- Catherine Samie, doyenne de la Comédie-Française
- Maurice Baquet